# Neossos californicus
Neossos californicus är en tvåvingeart som beskrevs av Axel Leonard Melander 1952. Neossos californicus ingår i släktet Neossos och familjen myllflugor. Inga underarter finns listade i Catalogue of Life.